# 圓鱗攀鱸
圓鱗攀鱸（學名：Sandelia bainsii）是辐鳍鱼纲攀鲈目攀鲈科圆鳞攀鲈属的一種鱸魚。該物種是南非的特有種，於1861年由Francis de Laporte de Castelnau描述及命名。